# Dimeatus
Dimeatus is een geslacht uit de familie Dimeatidae en de orde Phlebobranchia uit de klasse der zakpijpen (Ascidiacea).

## Soorten
- Dimeatus attenuatus Sanamyan, 2001
- Dimeatus mirus Monniot C. & Monniot F., 1981